# Matosinhos
Matosinhos é uma cidade portuguesa localizada na sub-região da Área Metropolitana do Porto, pertencendo à região do Norte e ao distrito do Porto.
É sede do município de Matosinhos que tem uma área total de 62,42 km2, 172 557 habitantes em 2021 e uma densidade populacional de 2 765 hab./km2, subdividido em 4 freguesias. O município é limitado a norte pelo município de Vila do Conde, a nordeste pela Maia, a sul pelo Porto e a oeste pelo oceano Atlântico.

## Definição
No litoral da cidade situa-se o porto de Leixões, o segundo maior porto artificial de Portugal e segundo porto marítimo da Área Metropolitana do Porto. Parte do aeroporto internacional do Porto abrange os limites municipais.
Matosinhos, juntamente com os municípios vizinhos do Porto e de Vila Nova de Gaia, forma a Frente Atlântica do Porto, que constitui o núcleo populacional mais urbanizado da Área Metropolitana do Porto, situado no litoral, delimitado, a oeste, pelo Oceano Atlântico.

## História
Durante toda a sua história, Matosinhos esteve ligado ao mosteiro de Bouças, que será bastante antigo, sendo a sua construção anterior a 944. No ano de 900 já existia uma pequena povoação com o nome de Matesinus que em 1258 se chamaria Matusiny, um lugar da freguesia de Sendim. D. Manuel I concedeu-lhe foral em 30 de setembro de 1514 e passou a pertencer ao concelho de Bouças em 1833, tendo como sede a vila de Bouças, até 1836 designada Senhora da Hora. Até ao liberalismo constituía o Julgado de Bouças.
Em 1853 foi criada a vila de Matosinhos, constituída pela freguesia do mesmo nome e pela freguesia de Leça da Palmeira, que passou a sede do concelho em substituição de Bouças. Em 1867 é finalmente criado o concelho de Matosinhos, mas que acaba por desaparecer vinte dias depois voltando a ter sede em Bouças. Dado que Matosinhos já se figurava como um lugar mais importante em 6 de Maio de 1909 é criado o concelho de Matosinhos que existe nos nossos dias. Foi elevada a cidade a 28 de Junho de 1984 com Narciso Miranda como Presidente da Câmara e Fernando Miranda como seu vice.

## Freguesias

Freguesias do concelho de Matosinhos.

O município de Matosinhos engloba três cidades — Matosinhos, São Mamede de Infesta e Senhora da Hora — e cinco vilas (Leça da Palmeira é parte integrante da cidade de Matosinhos).
Com a união de freguesias feita em 2013, o concelho de Matosinhos subdivide-se em quatro freguesias:
- Custóias, Leça do Balio e Guifões (Vila de Custóias / Vila de Leça do Balio / Vila de Guifões)
- Matosinhos e Leça da Palmeira (Cidade de Matosinhos)
- Perafita, Lavra e Santa Cruz do Bispo (Vila de Perafita / Vila de Lavra)
- São Mamede de Infesta e Senhora da Hora (Cidade de São Mamede de Infesta / Cidade da Senhora da Hora)

## Economia

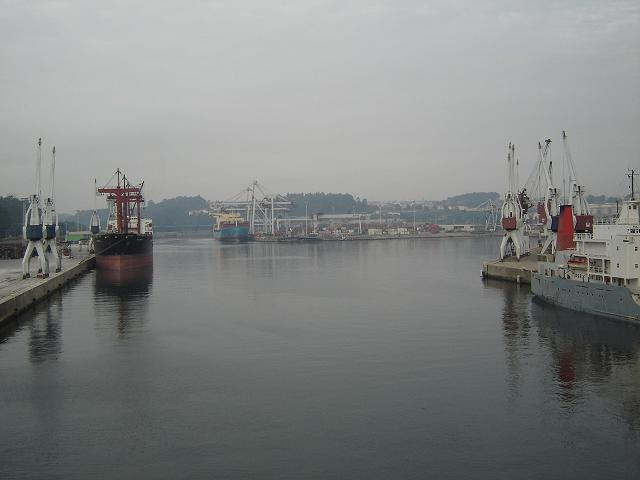
O Porto de Leixões

Matosinhos foi até recentemente um município fortemente industrializado, que tem vindo a passar a ser um município dedicado ao sector terciário. No entanto, ainda mantém petrolíferas herança do auge industrial. As suas indústrias de relevo são a petroquímica, as indústrias alimentares e conserveiras, os têxteis e de material eléctrico. É ainda uma cidade com uma grande actividade piscatória.
É também nesta cidade, mais concretamente na freguesia de Leça da Palmeira, que se localiza a Exponor, o maior recinto de feiras empresariais do país. Possuiu as mais importantes portas do Grande Porto: o Porto de Leixões, o maior porto artificial de Portugal, construído nos finais do século XIX.

## Património

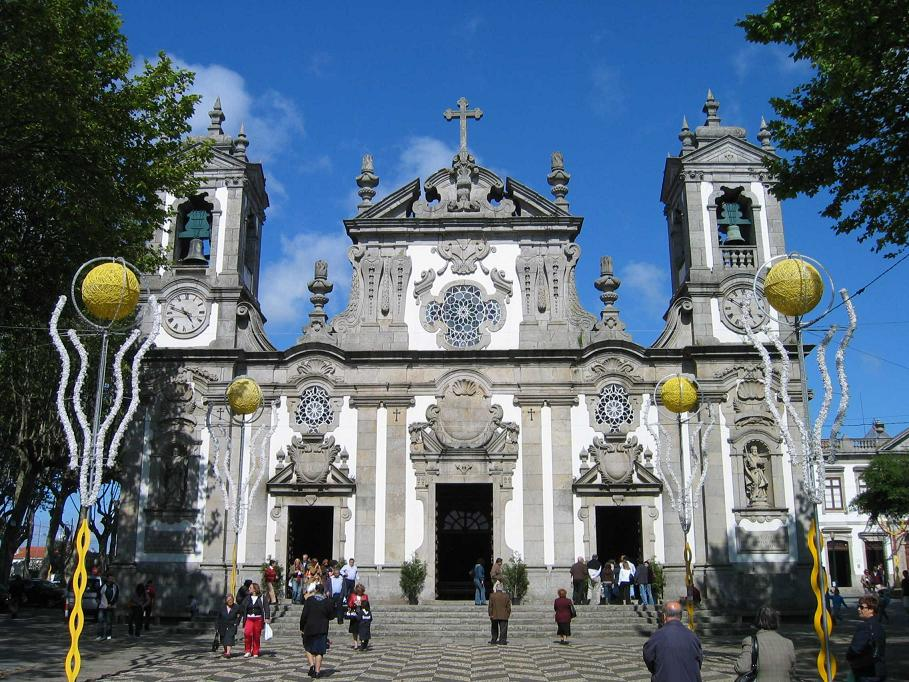
Igreja do Senhor Bom Jesus — Matosinhos

- Igreja do Senhor Bom Jesus de Matosinhos — templo de arquitetura barroca setecentista, da autoria de Nicolau Nasoni.
- Padrão do Bom Jesus de Matosinhos — padrão setecentista constituído por um cruzeiro de granito é monumento nacional.
- Mosteiro de Leça do Balio — monumento nacional reconstruído no século XIV. O mosteiro possui uma igreja gótica que conserva elementos românicos.
- Cruzeiro manuelino — monumento nacional localizado em Leça do Balio construído em pedra de Ançã.
- Ponte de Carro — Ponte medieval classificada como Imóvel de Interesse Público.
- Complexo fabril romano de salga e transformação de pescado — monumento nacional constituído por 23 tanques cavados nos penedos da praia de Angeiras, que servia durante a época romana para a salga de peixe e preparação de garum.
- Obelisco da Praia da Memória — comemorativo do desembarque das forças liberais de D. Pedro IV
- Casa do Mar e Tanques Romanos — Núcleo museológico etnográfico de pesca artesanal, na praia de Angeiras.

## Etnografia
Matosinhos é uma terra recente para os padrões portugueses,sendo portanto influenciada pela cidade do Porto. Incorpora tradições piscatórias do litoral Norte, em específico da comunidade piscatória da Póvoa de Varzim e Vila do Conde, as mais fortes na cidade, mas também tradições rurais das terras da Maia. A principal festa em Matosinhos é o Senhor de Matosinhos, cuja origem está numa antiga lenda em que a Imagem de Jesus Crucificado (obra de Nicodemus), aqui terá aparecido junto ao mar, onde existe uma Capela-Memorial. A imagem do Senhor é venerada no famoso Santuário do Senhor de Matosinhos (obra-prima de Nicolau Nasoni).
Outra lenda muitíssimo antiga, localiza aqui o milagre das vieiras (conchas), atribuído a Santiago-Maior.

## Turismo
- Praia de Matosinhos

Na nova marginal, muito ampla, os patins em linha, skates, trotinetes e bicicletas são pretextos para um passeio à beira-mar. A praia, um areal extenso próximo do porto, tem acumulado maus resultados nos índices de qualidade ambiental, mas a afluência de banhistas não pára de crescer. É conhecida pela prática e ensino de vários desportos náuticos. Há muitos — e bons restaurantes — nas imediações.

## Principais Pontos Turísticos a Visitar
Matosinhos assume-se como a cidade do turismo de cruzeiros, do melhor peixe do mundo, da arquitetura contemporânea, do design, do jazz, da ciência e investigação, da dança, do teatro, do surf e da vela e agora também da moda. Da moda e na moda… Matosinhos é ainda um concelho com vasto património cultural e arquitectónico de onde se destacam os seguintes pontos de interesse que merecem ser visitados em qualquer altura do ano: Anémona “She Changes”, Escultura “Tragédia no mar”, Titan, Terminal de Cruzeiros, Monumento Senhor do Padrão, Igreja do Bom Jesus de Matosinhos, Casa da Arquitectura, entre muitos outros.

## Personalidades
- Álvaro Siza Vieira nasceu em Matosinhos a 25 de junho de 1933.
- Florbela Espanca mudou-se para Matosinhos em junho de 1919 e suicida-se em 1930.
- Álvaro Lapa morreu em Matosinhos em 11 de fevereiro de 2006.
- António de Sousa Franco morreu em Matosinhos em 9 de junho de 2004.
- Malangatana morreu em Matosinhos em 5 de janeiro de 2011.
- Narciso Miranda foi Presidente da Câmara durante 30 anos.
- Álvaro Martins foi um dos grandes nomes da guitarra portuguesa que nasceu e faleceu no Padrão da Légua, zona do concelho de Matosinhos.
- José Pinhal nasceu em Matosinhos e fez a sua carreira musical na região.
- Fernando Miranda (político) - vice-presidente da câmara municipal de Matosinhos.

## Monumentos
She Changes é uma escultura famosa e recente desenhada pela artista Janet Echelman, que foi inaugurada em 2005. Encontra-se na Praça Cidade do Salvador, entre Porto e Matosinhos, tendo o objectivo de homenagear os pescadores das duas cidades.

## Evolução da População do Município
★ Os Recenseamentos Gerais da população portuguesa, regendo-se pelas orientações internacionais da época (Congresso Internacional de Estatística de Bruxelas de 1853), tiveram lugar a partir de 1864 passando, a partir de 1900, a referenciar a população também por idades. Todos os censos encontram-se disponíveis para consulta no site do Instituto Nacional de Estatística.
★ ★ De acordo com o censo de 2021 registaram-se no Município (e Distrito) as seguintes alterações relativamente a 2011: -1.6% de habitantes (-1.7%); -14% no grupo dos 0–4 anos (-20%); -10% no grupo dos 15–24 anos (-6%); -9% no grupo dos 25–64 anos (-5%); + 40% no grupo dos 65+ (+ 33%).
| Número de habitantes | Número de habitantes | Número de habitantes | Número de habitantes | Número de habitantes | Número de habitantes | Número de habitantes | Número de habitantes | Número de habitantes | Número de habitantes | Número de habitantes | Número de habitantes | Número de habitantes | Número de habitantes | Número de habitantes | Número de habitantes |
| -------------------- | -------------------- | -------------------- | -------------------- | -------------------- | -------------------- | -------------------- | -------------------- | -------------------- | -------------------- | -------------------- | -------------------- | -------------------- | -------------------- | -------------------- | -------------------- |
| 1864                 | 1878                 | 1890                 | 1900                 | 1911                 | 1920                 | 1930                 | 1940                 | 1950                 | 1960                 | 1970                 | 1981                 | 1991                 | 2001                 | 2011                 | 2021                 |
| 13 554               | 15 831               | 19 933               | 25 071               | 33 914               | 34 884               | 50 962               | 63 124               | 73 786               | 91 017               | 109 225              | 136 498              | 151 682              | 167 026              | 175 478              | 172 557              |

(Obs.: Número de habitantes "residentes", ou seja, que tinham a residência oficial neste concelho à data em que os censos  se realizaram.)
| Número de habitantes por Grupo Etário | Número de habitantes por Grupo Etário | Número de habitantes por Grupo Etário | Número de habitantes por Grupo Etário | Número de habitantes por Grupo Etário | Número de habitantes por Grupo Etário | Número de habitantes por Grupo Etário | Número de habitantes por Grupo Etário | Número de habitantes por Grupo Etário | Número de habitantes por Grupo Etário | Número de habitantes por Grupo Etário | Número de habitantes por Grupo Etário | Número de habitantes por Grupo Etário | Número de habitantes por Grupo Etário |
| ------------------------------------- | ------------------------------------- | ------------------------------------- | ------------------------------------- | ------------------------------------- | ------------------------------------- | ------------------------------------- | ------------------------------------- | ------------------------------------- | ------------------------------------- | ------------------------------------- | ------------------------------------- | ------------------------------------- | ------------------------------------- |
|                                       | 1900                                  | 1911                                  | 1920                                  | 1930                                  | 1940                                  | 1950                                  | 1960                                  | 1970                                  | 1981                                  | 1991                                  | 2001                                  | 2011                                  | 2021                                  |
| 0-14 Anos                             | 9 268                                 | 12 556                                | 11 806                                | 15 894                                | 20 420                                | 21 123                                | 28 772                                | 33 300                                | 35 915                                | 31 303                                | 26 686                                | 25 112                                | 21 634                                |
| 15-24 Anos                            | 4 818                                 | 7 041                                 | 7 479                                 | 10 937                                | 11 557                                | 14 786                                | 14 277                                | 18 670                                | 23 886                                | 25 012                                | 24 035                                | 18 851                                | 16 954                                |
| 25-64 Anos                            | 9 844                                 | 13 120                                | 14 283                                | 22 005                                | 27 853                                | 34 233                                | 42 971                                | 50 310                                | 66 041                                | 81 708                                | 95 807                                | 103 230                               | 94 467                                |
| = ou > 65 Anos                        | 1 091                                 | 1 440                                 | 1 404                                 | 2 023                                 | 2 886                                 | 3 701                                 | 4 997                                 | 6 945                                 | 10 656                                | 13 659                                | 20 498                                | 28 285                                | 39 502                                |

(Obs: De 1900 a 1950 os dados referem-se à população "de facto", ou seja, que estava presente no concelho à data em que os censos se realizaram. Daí que se registem algumas diferenças relativamente à designada população residente)

## Política
Ver artigo principal: Câmara Municipal de Matosinhos

### Eleições autárquicas[9]
| Data | %     | V     | %       | V       | %       | V       | %             | V             | %    | V    | %         | V         | %              | V      | %              | V  | %              | V   | %              | V   | %              | V   | %       | V       | %  | V  | %   | V   | %   | V   | %   | V   | %  | V  | %  | V  | Participação |                |
| Data | PS    | PS    | PPD/PSD | PPD/PSD | CDS-PP  | CDS-PP  | FEPU/APU/ CDU | FEPU/APU/ CDU | GDUP | GDUP | PCP (m-l) | PCP (m-l) | UDP/BE         | UDP/BE | AD             | AD | PPM            | PPM | PRD            | PRD | PSN            | PSN | PSD-CDS | PSD-CDS | PH | PH | GCE | GCE | PTP | PTP | PAN | PAN | IL | IL | CH | CH | Participação |                |
| ---- | ----- | ----- | ------- | ------- | ------- | ------- | ------------- | ------------- | ---- | ---- | --------- | --------- | -------------- | ------ | -------------- | -- | -------------- | --- | -------------- | --- | -------------- | --- | ------- | ------- | -- | -- | --- | --- | --- | --- | --- | --- | -- | -- | -- | -- | ------------ | -------------- |
| Data | 1976  | 43,29 | 5       | 23,18   | 2       | 14,15   | 1             | 11,92         | 1    | 3,28 | -         | 0,99      | -              |        |                |    |                |     |                |     |                |     |         |         |    |    |     |     |     |     |     |     |    |    |    |    |              | 72,51 / 100,00 |
| 1979 | 42,43 | 4     | AD      | AD      | AD      | AD      | 15,66         | 1             |      |      |           |           | 2,65           | -      | 37,59          | 4  | AD             | AD  | 76,85 / 100,00 |     |                |     |         |         |    |    |     |     |     |     |     |     |    |    |    |    |              |                |
| 1982 | 54,21 | 6     | 16,94   | 1       | 11,77   | 1       | 14,67         | 1             |      |      |           |           |                |        | 74,22 / 100,00 |    |                |     |                |     |                |     |         |         |    |    |     |     |     |     |     |     |    |    |    |    |              |                |
| 1985 | 46,87 | 6     | 27,73   | 4       | 4,22    | -       | 11,86         | 1             | 0,46 | -    | 6,67      | -         | 64,23 / 100,00 |        |                |    |                |     |                |     |                |     |         |         |    |    |     |     |     |     |     |     |    |    |    |    |              |                |
| 1989 | 59,87 | 7     | 25,86   | 3       | 2,72    | -       | 8,18          | 1             | 0,71 | -    |           |           | 59,21 / 100,00 |        |                |    |                |     |                |     |                |     |         |         |    |    |     |     |     |     |     |     |    |    |    |    |              |                |
| 1993 | 65,49 | 9     | 20,99   | 2       | 4,02    | -       | 6,29          | -             | 0,44 | -    | 0,45      | -         | 64,15 / 100,00 |        |                |    |                |     |                |     |                |     |         |         |    |    |     |     |     |     |     |     |    |    |    |    |              |                |
| 1997 | 62,47 | 8     | 22,03   | 3       | 3,57    | -       | 7,18          | -             | 0,76 | -    | 0,23      | -         | 56,24 / 100,00 |        |                |    |                |     |                |     |                |     |         |         |    |    |     |     |     |     |     |     |    |    |    |    |              |                |
| 2001 | 54,06 | 6     | CDS-PP  | CDS-PP  | PPD/PSD | PPD/PSD | 7,74          | 1             | 2,46 | -    |           |           | 31,49          | 4      | 52,52 / 100,00 |    |                |     |                |     |                |     |         |         |    |    |     |     |     |     |     |     |    |    |    |    |              |                |
| 2005 | 47,27 | 6     | CDS-PP  | CDS-PP  | PPD/PSD | PPD/PSD | 8,64          | 1             | 7,04 | -    | 30,89     | 4         | 0,58           | -      | 56,07 / 100,00 |    |                |     |                |     |                |     |         |         |    |    |     |     |     |     |     |     |    |    |    |    |              |                |
| 2009 | 42,31 | 5     | CDS-PP  | CDS-PP  | PPD/PSD | PPD/PSD | 4,37          | -             | 2,68 | -    | 0,18      | -         | 17,10          | 2      |                |    | 30,70          | 4   | 61,30 / 100,00 |     |                |     |         |         |    |    |     |     |     |     |     |     |    |    |    |    |              |                |
| 2013 | 25,26 | 3     | 9,31    | 1       | 1,91    | -       | 7,32          | 1             | 3,56 | -    |           |           |                |        | 43,41          | 6  | 0,68           | -   | 49,09 / 100,00 |     |                |     |         |         |    |    |     |     |     |     |     |     |    |    |    |    |              |                |
| 2017 | 36,36 | 5     | 11,85   | 1       | (a)     | (a)     | 6,71          | 1             | 4,60 | -    | 16,19     | 2         |                |        | 3,16           | -  | 52,87 / 100,00 |     |                |     |                |     |         |         |    |    |     |     |     |     |     |     |    |    |    |    |              |                |
| 2017 | 36,36 | 5     | 11,85   | 1       | (a)     | (a)     | 6,71          | 1             | 4,60 | -    | 15,13     | 2         |                |        | 3,16           | -  | 52,87 / 100,00 |     |                |     |                |     |         |         |    |    |     |     |     |     |     |     |    |    |    |    |              |                |
| 2021 | 43,62 | 7     | CDS-PP  | CDS-PP  | PPD/PSD | PPD/PSD | 6,58          | 1             | 5,66 | -    | 17,25     | 2         | 9,87           | 1      | 2,71           | -  | 4,70           | -   | 3,80           | -   | 46,01 / 100,00 |     |         |         |    |    |     |     |     |     |     |     |    |    |    |    |              |                |
| 2021 | 43,62 | 7     | CDS-PP  | CDS-PP  | PPD/PSD | PPD/PSD | 6,58          | 1             | 5,66 | -    | 17,25     | 2         | 0,93           | -      | 2,71           | -  | 4,70           | -   | 3,80           | -   | 46,01 / 100,00 |     |         |         |    |    |     |     |     |     |     |     |    |    |    |    |              |                |

(a) O CDS-PP apoiou a lista independente "António Parada, Sim!" nas eleições de 2017.

### Eleições legislativas
| Data | %     | %     | %     | %    | %     | %     | %        | %     | %    | %    | %     | %   | %       | % | %  | %  |
| Data | PS    | PSD   | CDS   | PCP  | UDP   | AD    | APU/ CDU | FRS   | PRD  | PSN  | BE    | PAN | PSD CDS | L | IL | CH |
| ---- | ----- | ----- | ----- | ---- | ----- | ----- | -------- | ----- | ---- | ---- | ----- | --- | ------- | - | -- | -- |
| 1976 | 49,64 | 21,36 | 11,72 | 9,10 | 2,24  |       |          |       |      |      |       |     |         |   |    |    |
| 1979 | 41,92 | AD    | AD    | APU  | 2,43  | 36,10 | 16,01    |       |      |      |       |     |         |   |    |    |
| 1980 | FRS   | AD    | AD    | APU  | 1,77  | 37,58 | 13,33    | 42,25 |      |      |       |     |         |   |    |    |
| 1983 | 49,52 | 21,76 | 9,33  | APU  | 0,93  |       | 15,32    |       |      |      |       |     |         |   |    |    |
| 1985 | 27,38 | 24,88 | 7,04  | APU  | 1,17  | 13,08 | 23,10    |       |      |      |       |     |         |   |    |    |
| 1987 | 34,64 | 42,56 | 2,78  | CDU  | 0,78  | 10,48 | 5,11     |       |      |      |       |     |         |   |    |    |
| 1991 | 40,88 | 43,63 | 2,90  | CDU  |       | 7,39  | 0,41     | 1,17  |      |      |       |     |         |   |    |    |
| 1995 | 53,68 | 29,35 | 7,01  | CDU  | 0,36  | 6,87  |          | 0,17  |      |      |       |     |         |   |    |    |
| 1999 | 53,22 | 25,92 | 6,86  | CDU  |       | 7,55  |          | 3,17  |      |      |       |     |         |   |    |    |
| 2002 | 48,09 | 32,19 | 7,46  | CDU  | 5,42  | 3,71  |          |       |      |      |       |     |         |   |    |    |
| 2005 | 52,78 | 22,04 | 6,00  | CDU  | 5,92  | 8,76  |          |       |      |      |       |     |         |   |    |    |
| 2009 | 44,65 | 24,16 | 8,60  | CDU  | 6,26  | 11,43 |          |       |      |      |       |     |         |   |    |    |
| 2011 | 34,33 | 33,59 | 10,66 | CDU  | 7,01  | 6,63  | 1,11     |       |      |      |       |     |         |   |    |    |
| 2015 | 36,48 | CDS   | PSD   | CDU  | 7,29  | 13,29 | 2,00     | 32,82 | 0,65 |      |       |     |         |   |    |    |
| 2019 | 37,76 | 28,15 | 2,60  | CDU  | 5,34  | 11,69 | 4,15     |       | 1,05 | 1,98 | 0,67  |     |         |   |    |    |
| 2022 | 42,69 | 30,24 | 1,17  | CDU  | 3,78  | 5,62  | 1,95     | 1,40  | 6,23 | 4,08 |       |     |         |   |    |    |
| 2024 | 32,55 | AD    | AD    | CDU  | 28,44 | 2,59  | 5,11     | 2,35  | 4,03 | 6,55 | 13,61 |     |         |   |    |    |

## Geminações

### Cidades Geminadas
Matosinhos é geminada com:
| Europa - Mérignac, França - Vilagarcía de Arousa, Espanha América - Congonhas, Brasil África - Angolares, São Tomé e Príncipe - Mansoa, Guiné-Bissau - Nacala, Moçambique - São Filipe, Cabo Verde |

### Acordos de Cooperação
Matosinhos possui um acordo de cooperação com:
- Luanda, Angola